# The Blue Bird (1940)
The Blue Bird is een Amerikaanse dramafilm uit 1940 onder regie van Walter Lang. Het scenario is gebaseerd op het gelijknamige toneelstuk uit 1908 van de Belgische auteur Maurice Maeterlinck.

## Verhaal
Het Licht stuurt Mytyl en haar broertje Tyltyl op zoek naar de blauwe vogel van het geluk. Ze schenkt hun een blauwe diamant, waarmee ze de ziel van zowel levende als levenloze zaken kunnen oproepen. Onderweg maken ze onder meer kennis met een hond, een kat, water, suiker, brood, licht en vuur in menselijke gedaante.

## Rolverdeling
| Acteur           | Personage          |
| ---------------- | ------------------ |
| Shirley Temple   | Mytyl              |
| Spring Byington  | Moeder Tyl         |
| Nigel Bruce      | Mijnheer Luxe      |
| Gale Sondergaard | Tylette            |
| Eddie Collins    | Tylo               |
| Sybil Jason      | Angela Berlingot   |
| Jessie Ralph     | Fee Berylune       |
| Helen Ericson    | Licht              |
| Johnny Russell   | Tyltyl             |
| Laura Hope Crews | Mevrouw Luxe       |
| Russell Hicks    | Vader Tyl          |
| Cecil Loftus     | Oma Tyl            |
| Al Shean         | Opa Tyl            |
| Leona Roberts    | Mevrouw Berlingot  |
| Gene Reynolds    | Leergierige jongen |

## Prijzen en nominaties
| Jaar | Prijs  | Categorie              | Genomineerde(n)              | Uitslag     |
| ---- | ------ | ---------------------- | ---------------------------- | ----------- |
| 1940 | Oscars | Beste camerawerk       | Arthur Miller Ray Rennahan   | Genomineerd |
| 1940 | Oscars | Beste visuele effecten | Fred Sersen Edmund H. Hansen | Genomineerd |